# موسفت عالي الاستطاعة
موسفت عالي الاستطاعة هو نوع محدد من ترانزستور التأثير الميداني لأكسيد المعادن وأشباه الموصلات المصممة للتعامل مع مستويات طاقة كبيرة. مقارنة بأجهزة أشباه موصلات الطاقة الأخرى، مثل بوابة الترانزستور ثنائي القطب المعزولة (IGBT) أو الثايرستور فإن مزاياه الرئيسية هي سرعة التبديل العالية وسرعة جيدة الكفاءة في الفولتية المنخفضة. تشترك مع IGBT في بوابة معزولة تجعل من السهل القيادة. يمكن أن تكون عرضة لمكاسب منخفضة، لدرجة أن جهد البوابة يحتاج أحيانًا إلى أن يكون أعلى من الجهد تحت السيطرة.

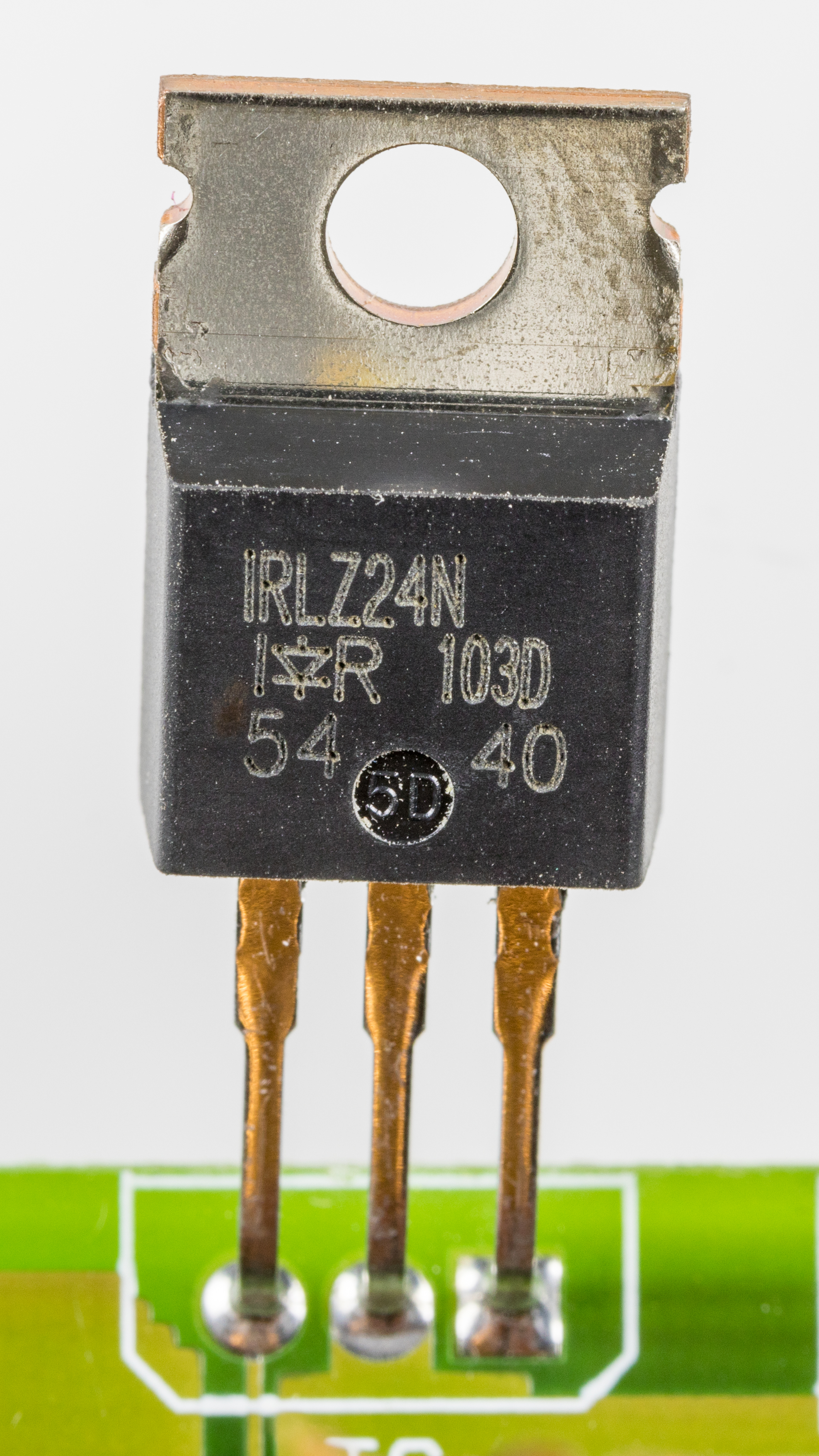
IRLZ24N Power MOSFET في حزمة TO-220AB عبر الفتحة. الدبابيس من اليسار إلى اليمين هي: البوابة (مستوى المنطق)، الصرف، المصدر. علامة التبويب المعدنية العلوية هي المصرف، مثل الدبوس 2.

أصبح تصميم وحدات موسفت القوية ممكنًا بفضل تطور تقنية «موسفت وسيموس» المستخدمة في تصنيع الدارات المتكاملة منذ الستينيات. تشترك موسفت في مبدأ التشغيل مع نظيرتها منخفضة الطاقة، موسفت الجانبي. تم تكييف الطاقة موسفت، التي تُستخدم بشكل شائع في الإلكترونيات الصناعية، من موسفت القياسي وتم تقديمها تجاريًا في السبعينيات.
تعد موسفت الطاقة من أكثر الأجهزة أشباه موصلات الطاقة شيوعًا في العالم، نظرًا لقوة محرك البوابة المنخفضة، وسرعة التحويل السريع، وإمكانية الموازاة المتقدمة السهلة، عرض النطاق الترددي العريض، والصلابة، والقيادة السهلة، والإنحياز البسيط وسهولة التطبيق والإصلاح. على وجه الخصوص، هو مفتاح الجهد المنخفض الأكثر استخدامًا (أقل من 200 فولت). يمكن العثور عليها في مجموعة واسعة من التطبيقات، مثل معظم مصادر الطاقة، ومبدل جهد مستمر، وحدات تحكم المحرك ذات الجهد المنخفض، والعديد من التطبيقات الأخرى.